# Letov Š-20
Letov Š-20 — чехословацкий лёгкий одноместный истребитель, разработанный компанией «Letov» в 1920-е годы. Всего в 1924–1926 годах было построено 118 самолётов.

## История
Самолёт разработан чехословацкой компанией «Letov» в 20-е годы XX в., первый полёт совершил в 1925 году, производился в 1924–1926 гг., эксплуатация началась в 1925 году и продолжалась до 1936 года. Основным заказчиком являлись Чехословацкие ВВС, которые заказали 105 истребителей модификации Š-20M, также самолёт был заказан Литовскими ВВС, всего Литвой было приобретено 10 Š-20L.

## Конструкция
Š-20 — одномоторный одноместный биплан смешанной конструкции с неубирающимся шасси. Фюзеляж состоит из клепаного металлического каркаса и обтянут брезентом, корпус двигателя дюралюминиевый, с приподнятыми крышками головок цилиндров вилочного двигателя. Двигатель жидкостного охлаждения (с радиаторами на шасси) восьмицилиндровый Škoda H-S 8Fb (лицензионный испанский Suiza 8Fb мощностью 300 л. с., такая же, как у BH-21). Воздушный винт — двухлопастной деревянный нерегулируемый, снабженный большим плоским аэродинамическим конусом, плавно соединяющимся с фюзеляжной линией. Основной топливный бак находится в фюзеляже за двигателем (в центре тяжести самолёта), подвесной бак — в верхнем крыле. Кабина открыта, оборудован ветровым стеклом и аэродинамическим подголовником.
Ходовая часть представляет собой неподвижное колесо с неразрезной осью, подвешенной на резиновых жгутах, проволочными колесами и покрытой брезентом. Велосипеды можно обменять на лыжи. Шпора скользкая. Крылья деревянные, обтянуты брезентом, с металлическими балками. Верхние и нижние крылья усилены N-образными распорками и проволоками, верхнее крыло держится на фюзеляже трубчатой пирамидой. Крылья только на нижнем крыле, закрылков у самолёта нет. На правом нижнем крыле некоторых самолётов была размещена динамо-машина с приводом от винта (описания проводки С-20 нет, но, например, С-31 имел электрообогрев пулеметов, кислородное оборудование и костюм пилота, и вилки для питания фонаря, компаса и прицела, все на батарейках). Хвостовое оперение представляет собой металлоконструкции, обтянутые брезентом, горизонтальное оперение усилено подкосом (двойное исполнение: одинарное или V-образное). Рули направления управляются стальными тросами. Были изготовлены две конструкции хвостового оперения. Более старая вертикальная хвостовая часть (SOP) имеет прямую переднюю кромку и эллиптическую заднюю кромку, более новая SOP больше, имеет выпуклую переднюю кромку и прямую заднюю кромку. Старые горизонтальные поверхности хвостового оперения (GTC) имеют примерно эллиптическую форму (эллиптическая передняя кромка и наклонная задняя кромка). Новые GTC крупнее и имеют трапециевидную форму (передняя кромка прямая по легкой стрелке, задняя кромка перпендикулярна оси самолёта).
Вооружение состоит из двух неподвижных синхронных пулеметов Vickers калибра 7,7 мм, расположенных под капотом над двигателем, и винтовой схемы стрельбы. Каждый пулемет имеет запас 400 патронов.

## Модификации
- Š-20 — основная модификация;
- Š-20M — доработанная версия с более тонким фюзеляжем, основная модификация Чехословацких ВВС, 105 экземпляров;
- Š-20L — модификация для Литовских ВВС, 8 экземпляров;
- Š-20R — вариант с обновлённым фюзеляжем, 1 прототип;
- Š-20J — модификация с новым Чехословацким лицензионным двигателем Bristol Jupiter мощностью 475 л. с., впоследствии стал прототипом Letov Š-21, 1 прототип;
- Š-21 — прототип учебно-тренировочного варианта с более слабым двигателем Hispano-Suiza 8A мощностью 180 л. с., без вооружения, оснащённый только фотопулемётом. В отличие от Š-20 не имел аэродинамического обтекателя винта и радиаторов на шасси. Передний радиатор находился перед двигателем, там, где Š-20 закрывал большой конус винта, также отличалась форма хвостового оперения.

## Эксплуатанты
Чехословакия

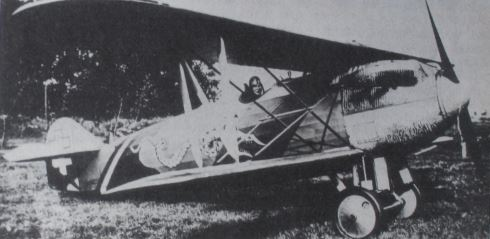
Letov Š-20L литовских ВВС

- ВВС Чехословакии — 105 самолётов Š-20M;[3]

 Литва
- Литовская военная авиация — 10 самолётов Š-20L.[2]

## Тактико-технические характеристики
Приведённые ниже характеристики соответствуют модификации Š-20:

### Технические характеристики
- Экипаж: 1 человек
- Длина: 7,44 м
- Высота: 2,95 м
- Размах крыла: 9,7 м
- Тип крыла: биплан
- Площадь крыла: 18,4 м²
- Масса пустого: 728 кг
- Максимальная взлетная масса: 1240 кг
- Двигатели: 1× Škoda H-S 8Fb, восьмицилиндровый с жидкостным охлаждением (лицензионный Hispano-Suiza 8Fb)
- Мощность: 1× 300 л. с.
- Воздушный винт: двухлопастной

### Лётные характеристики
- Максимальная скорость: 256 км/ч
- Крейсерская скорость: 223 км/ч
- Практическая дальность: 528 км
- Практический потолок: 7250 м
- Скороподъёмность: 6 м/с

### Вооружение
- Пулемётное: два фиксированных синхронных пулемета Vickers калибра 7,7-мм над двигателем, боезапас каждого по 400 патронов